# Hrabia Attlee
Hrabiowie Attlee 1. kreacji (parostwo Zjednoczonego Królestwa)
- dodatkowy tytuł: wicehrabia Prestwood
- 1955–1967: Clement Richard Attlee, 1. hrabia Attlee
- 1967–1991: Martin Richard Attlee, 2. hrabia Attlee
- 1991 -: John Richard Attlee, 3. hrabia Attlee